# Carl Strandman
Carl August Strandman, född 24 februari 1886 i Göteborg, död 25 oktober 1963 i Stockholm, var en svensk bokhandlare.
Carl Strandman var son till handlaren Johannes Strandman. Efter skolgång i Göteborg var han 1901–1909 verksam i Wettergren och Kerbers bokhandel där och inträdde 1909 i AB C. E. Fritzes kungliga hovbokhandel i Stockholm. Han var från 1915 styrelseledamot och från 1937 VD i firman, som under hans ledning betydligt utvidgades. Strandman ägnade stort intresse åt firmans konstavdelning, som var specialiserad på 1800-talskonst. Han utsågs 1941 av Stockholms handelskammare och magistraten i Stockholm till värderingsman för konstverk.